# 逍遥游 (软件)
逍遥游（FreeU）是动态网公司研制的一个突破网络封锁的软件，该软件一般用来突破中国大陆官方建立的防火长城以浏览海外敏感网站或邮件。
2009年9月至10月，在中国大陆国庆期间，网络封锁空前严重，自由门、无界等破网软件频频更新，以应对封锁，效果显著。在此期间，自由门软件推出U版。陆续推出若干个测试版本，在自由门推出6.89版后，以单独的软件形式推出，称为“逍遥游”。连接速度较自由门快。2011年11月10日，逍遥游2.4版上线，突破网络封锁的功能得到加强。目前，该软件已失效并无法使用。

## 文献资料
1. ↑  官国静.. 《信息安全与通信保密》2012年第2期. 2012年2月13日  [2020年7月26日]. （原始内容存档于2020年7月26日）.
2. ↑  官国静.. 大纪元时报. 2011-11-15  [2020-07-26]. （原始内容存档于2020-07-26）.